# Ферхюльст, Пьер Франсуа
Пьер Франсуа́ Ферхю́льст (фр. Pierre François Verhulst; 28 октября 1804, Брюссель, — 15 февраля 1849, там же) — бельгийский математик, известен работами в области моделирования численности населения.

## Биография
Начальное образование получил в Брюсселе, в 1822 году поступил в университет Гента, где в 1825 году получил докторскую степень за работы по теории чисел. На протяжении учёбы получил несколько наград за работы по вариационному исчислению.
Бельгийская революция 1830 года и ввод голландских войск в 1831 году частично отвлекли Ферхюльста от исследований, но все его политические начинания закончились неудачей, что, однако, не помешало ему в дальнейшем исследовать социальные проблемы с математической точки зрения.
Занимался переводом книг по физике, с 1835 года стал профессором Брюссельского университета, где преподавал астрономию, небесную механику, дифференциальное и интегральное исчисления, теорию вероятностей, геометрию и тригонометрию. Интерес к изучению теории вероятностей возник у него при наблюдении лотереи, но позже он выразил его применительно к политической экономии и демографическим вопросам. В то время эти области активно развивались благодаря работам Мальтуса и накоплению статистических данных в науках о человечестве.
Наиболее известной работой является формулирование логистического уравнения для численности населения, также называемого уравнением Ферхюльста. Введенный им в уравнение Мальтуса дополнительный отрицательный член, пропорциональный квадрату скорости роста, отражает уменьшение численности за счет ограниченности ареала или же количества ресурсов.
В 1840 году он становится профессором бельгийского военного университета. За работу по эллиптическим функциям в 1841 году был выбран членом бельгийской Академии Наук. В 1848 году был избран её президентом. Но, так как на протяжении жизни обладал слабым здоровьем, беспокоившим его многие годы, пробыл в должности всего год, после чего скончался в возрасте 44 лет.
Основываясь на своих расчетах, Ферхюльст предсказал верхнюю границу численности населения Бельгии, равную 9 400 000 человек. Фактически в 1994 году население Бельгии составляло 10 118 000 человек, что при учёте фактора миграции позволяет говорить о сравнительно хорошей точности оценки.